# Іто Тацуя
Іто Тацуя (яп. 伊藤 達哉; нар. 26 червня 1997) — японський футболіст, що грав на позиції нападника.

## Клубна кар'єра
Протягом 2017–2019 років грав за команду «Гамбург». З 2019 року захищає кольори «Сінт-Трейден».

## Кар'єра в збірній
З 2019 року залучався до складу національної збірної Японії, з якою брав участь у Кубок Америки 2019.